# Liste der Baudenkmale in Loquard
Die Liste der Baudenkmale in Loquard enthält die nach dem Niedersächsischen Denkmalschutzgesetz geschützten Baudenkmale in dem ostfriesischen Ort Loquard, der zu der Gemeinde Krummhörn gehört. Die Auflistung ist ein Teilauszug der offiziellen Denkmalliste Krummhörns.  Die Quelle der Baudenkmale ist der Denkmalatlas Niedersachsen. Der Stand der Liste ist der 3. Februar 2024.

## Allgemein
In den Spalten befinden sich folgende Informationen:
- Lage: die Adresse des Baudenkmales und die geographischen Koordinaten. Kartenansicht, um Koordinaten zu setzen. In der Kartenansicht sind Baudenkmale ohne Koordinaten mit einem roten Marker dargestellt und können in der Karte gesetzt werden. Baudenkmale ohne Bild sind mit einem blauen Marker gekennzeichnet, Baudenkmale mit Bild mit einem grünen Marker.
- Bezeichnung: Bezeichnung des Baudenkmales
- Beschreibung: die Beschreibung des Baudenkmales. Unter § 3 Abs. 2 NDSchG werden Einzeldenkmale und unter § 3 Abs. 3 NDSchG Gruppen baulicher Anlagen und deren Bestandteile ausgewiesen.
- ID: die Objekt-ID des Baudenkmales
- Bild: ein Bild des Baudenkmales, ggf. zusätzlich mit einem Link zu weiteren Fotos des Baudenkmals im Medienarchiv Wikimedia Commons. Wenn man auf das Kamerasymbol klickt, können Fotos zu Baudenkmalen aus dieser Liste hochgeladen werden:

| Lage                                               | Bezeichnung                               | Beschreibung | ID       | Bild           |
| -------------------------------------------------- | ----------------------------------------- | --- | -------- | -------------- |
| Am Runden Graben 9 53° 23′ 26″ N, 7° 2′ 51″ O      | Grundschule (ehem. Gulfhof Swyter)        | | 34664492 |                |
| Am Runden Graben 11 53° 23′ 26″ N, 7° 2′ 48″ O     | (Altenteil) Hof Swyter                    | Kleines Gulfhaus, Außenwände mit Gesimsgliederung; älteres Innengerüst, Diele gekürzt. | 34664520 |                |
| An der Landstraße 8 53° 23′ 19″ N, 7° 2′ 44″ O     | Gulfhaus (ehem. Gasthaus Menenga)         | Gulfhausähnliches Gebäude mit späterem Anbau. Eingeschossiger Ziegelbau. Wirtschaftsteil unter Halbwalmdach. Wohnteil unter Satteldach mit Giebelkamin.                                                   | 34664249 | BW             |
| An der Landstraße 23 53° 23′ 31″ N, 7° 2′ 57″ O    | Liebenhain (Loquarder Teebüss)            | Pavillonartiger zweigeschossiger verputzter Rundbau. Ursprünglich offene Terrassen-Nischen vermauert. Innenausstattung zum Teil erhalten. Erbaut 1819 als „Lusthaus“ und Gastwirtschaft.                  | 34664274 | BW             |
| An der Landstraße 23 53° 23′ 29″ N, 7° 2′ 58″ O    | Liebenhain (Loquarder Teebüss) Obstgarten | | 34664596 | BW             |
| Brunger Straße 10 53° 23′ 21″ N, 7° 2′ 38″ O       | Gulfhaus                                  | | 34664300 | BW             |
| Buurwegslohne 7 53° 23′ 26″ N, 7° 2′ 38″ O         | Landarbeiterhaus                          | Rohziegelbau unter Krüppelwalmdach mit rechtwinkligem Stallanbau. Originale Schiebefenster zum Teil erhalten.                                                                                             | 34664468 | BW             |
| Großer Maarweg 2 53° 23′ 19″ N, 7° 2′ 48″ O        | Wohnhaus                                  | Traufständiger eingeschossiger Backsteinbau unter Satteldach. Reich verzierte Fensterverdachungen, Brüstungen und Traufgesimse. Scheunenanbau mit S-Pfannen-Deckung.                                      | 34664324 | BW             |
| Kirchringstraße 1 53° 23′ 25″ N, 7° 2′ 43″ O       | Kirche                                    | Saalbau im gotischen Stil. Ostgiebel gerade schließend mit rundbogigen Fenstern. Westgiebel mit Eingangsportal. Backsteinbau unter Satteldach mit hohem Dachreiter.                                       | 34664395 | Weitere Bilder |
| Kirchringstraße 1 53° 23′ 25″ N, 7° 2′ 42″ O       | Glockenturm                               | Dreiachsiger Backsteinbau dicht an der Südwand der Kirche, im gleichen Baustile errichtet. | 34664348 |                |
| Kirchringstraße 1 53° 23′ 24″ N, 7° 2′ 43″ O       | Kirchhof                                  | Grabmale aus der Mitte des 19. Jh. | 34664371 | BW             |
| Kirchringstraße 1 53° 23′ 24″ N, 7° 2′ 43″ O       | Kirchwurt                                 | | 34664371 | BW             |
| Kirchringstraße 1 53° 23′ 24″ N, 7° 2′ 42″ O       | Einfriedung                               | | 34664645 | BW             |
| Kirchringstraße 2 - 12 53° 23′ 24″ N, 7° 2′ 44″ O  | Schule                                    | Direkt am Kirchhof gelegener eingeschossiger Ziegelbau unter Satteldach. Rechter Hausteil (ehemalige Schule) mit gekröpftem Traufgesims und Sandsteinstufen, linker Hausteil als ehemalige Lehrerwohnung. | 34664570 |                |
| Lindenallee 1 53° 23′ 22″ N, 7° 2′ 41″ O           | Wohnhaus                                  | Kleines Gulfhaus aufgeteilt in zwei Wohneinheiten. | 34664419 | BW             |
| Victor-Freese-Straße 10 53° 23′ 23″ N, 7° 2′ 40″ O | Gulfhaus (Alte Pastorei)                  | Backsteinbau unter Halbwalmdach. Dreiecksgiebel mit ovalen Fenstern, Ortgang in Ziegelziersetzung. Wirtschaftsteil mit Einfahrtstor. Wohnteil vierachsig mit achtteiligen Fenstern.                       | 34664443 |                |